# Sybra basicristata
Sybra basicristata là một loài bọ cánh cứng trong họ Cerambycidae.